# Espai mètric
En matemàtiques, un espai mètric és un conjunt {\displaystyle X} dotat d'una funció de distància (o mètrica) {\displaystyle d} entre totes les parelles d'elements de {\displaystyle X}. Un espai mètric és un cas particular d'espai topològic, i d'un espai topològic que té associada una distància es diu que és "metritzable".
L'exemple més conegut d'espai mètric és l'espai euclidià tridimensional amb la noció habitual de distància. Altres exemples coneguts són l'esfera equipada amb la distància angular i el pla hiperbòlic. Una mètrica pot correspondre a una noció de distància més metafòrica que no física: per exemple, el conjunt de cadenes de 100 caràcters equipats amb la distància de Hamming, que mesura el nombre de caràcterese que cal canviar per obtenir una cadena a partir d'una altra.
Com que són molt generals, els espais mètrics són una eina que s'utilitza en moltes branques de les matemàtiques. Molts tipus d'objectes matemàtics tenen una noció natural de distància i, per tant, admeten l'estructura d'un espai mètric, incloses les varietats riemannianes, els espais vectorials normats i els grafs. En àlgebra abstracta, els nombres p-àdics sorgeixen com elements de la compleció d'una estructura mètrica en els nombres racionals. També s'estudien els espais mètrics en si mateixos en els camps de la geometria mètrica i de l'anàlisi en espais mètrics.

## Definició formal
Sigui {\displaystyle X} un conjunt, {\displaystyle \mathbb {R} } el conjunt dels nombres reals. Una distància {\displaystyle d} en {\displaystyle X} és una aplicació:
{\displaystyle d:X\times X\rightarrow \mathbb {R} \,}
que verifica {\displaystyle \forall x,y,z\in X\,}:
| 1. | {\displaystyle d(x,y)\geq 0}                | no negativitat o separabilitat          |
| 2. | {\displaystyle d(x,y)=0\Leftrightarrow x=y} | identitat dels indiscernibles           |
| 3. | {\displaystyle d(x,y)=d(y,x)}               | simetria                                |
| 4. | {\displaystyle d(x,z)\leq d(x,y)+d(y,z)}    | subadditivitat o desigualtat triangular |

Un espai mètric és un parell ordenat{\displaystyle (X,d)} amb {\displaystyle X} un conjunt i {\displaystyle d} una distància sobre {\displaystyle X}. Als elements de {\displaystyle X} se'ls anomena punts.
Es pot prescindir de l'axioma 1, ja que es pot deduir dels altres 3: 
| {\displaystyle d(x,x)\leq d(x,y)+d(y,x)}    | Per la desigualtat triangular        |
| {\displaystyle 0\leq d(x,y)+d(y,x)}         | Per la identitat dels indiscernibles |
| {\displaystyle 0\leq d(x,y)+d(x,y)=2d(x,y)} | Per la simetria                      |
| {\displaystyle 0\leq d(x,y)}                | Tenim la separabilitat               |

## Exemples d'espais mètrics
Exemple 1. El conjunt dels nombres reals {\displaystyle \mathbb {R} } amb la distància euclidiana {\displaystyle d(x,y)=|{x-y}|}.
Exemple 2. Com a conjunt, {\displaystyle \mathbb {R} ^{n}}amb la distància euclidiana {\displaystyle d(x,y)=+({\sum _{i=1}^{n}(x_{i}-y_{i})^{2}})^{\frac {1}{2}}}. L'exemple 1 és el cas particular n = 1. Per demostrar la desigualtat triangular amb la distància euclidiana, es necessita la Desigualtat de Cauchy-Schwarz.
Exemple 3. Qualsevol conjunt {\displaystyle X} amb la distància {\displaystyle d(x,y)=\left\{{\begin{matrix}0&{\mbox{si }}x=y\\1&{\mbox{si }}x\neq y\end{matrix}}\right.\,}. Aquesta distància, anomenada distància discreta, és vàlida per a qualsevol conjunt, demostrant que tot conjunt admet, com a mínim, una mètrica.
Exemple 4. Qualsevol mètrica, per tal d'evitar els valors {\displaystyle \infty \,}, permet una reescalació a una mètrica finita, definint, per exemple, {\displaystyle \delta (x,y)={\frac {d(x,y)}{1+d(x,y)}}\,}, els dos espais mètrics són equivalents des d'un punt de vista topològic.

## Caracterització d'un espai mètric
Convé definir alguns conceptes que ens permetin caracteritzar un espai mètric, o bé comparar espais mètrics entre si.

### Boles obertes
Sigui {\displaystyle (X,d)} un espai mètric, {\displaystyle p\in X} un punt de {\displaystyle X}, i {\displaystyle r\in \mathbb {R} ^{+}} un nombre real positiu. Es defineix la bola oberta de radi {\displaystyle r} centrada en {\displaystyle p},{\displaystyle B_{r}(p)}, com el conjunt:
{\displaystyle B_{r}(p):=\{x\in X\ |\ d(p,x)<r\}}.
És a dir, la bola oberta de radi {\displaystyle r} centrada en {\displaystyle p} conté tots els punts {\displaystyle x\in X} tals que la seva distància al punt {\displaystyle p}és menor que {\displaystyle r}.

#### Propietats de les boles obertes
1. {\displaystyle B_{r}(p)\not =\emptyset }
2. Sigui {\displaystyle q\in B_{r}(p)}. Aleshores, {\displaystyle \exists s\in \mathbb {R} ^{+}\ |\ B_{s}(q)\subseteq B_{r}(p)}. Dit d'altra manera, donat un punt qualsevol {\displaystyle q} de la bola oberta {\displaystyle B_{r}(p)}, és possible trobar un radi {\displaystyle s} prou petit tal que la bola oberta {\displaystyle B_{s}(q)} està continguda en {\displaystyle B_{r}(p)}.
3. Siguin {\displaystyle B_{r}(p)} i {\displaystyle B_{s}(q)} tals que {\displaystyle B_{r}(p)\cap B_{s}(q)\not =\emptyset }, i sigui {\displaystyle z\in {\displaystyle B_{r}(p)}\cap {\displaystyle B_{s}(q)}} qualsevol. Aleshores, {\displaystyle \exists t>0\ |\ B_{t}(z)\subseteq B_{r}(p)\cap B_{s}(q)}. En altres paraules, donades dues boles amb intersecció no buida, és possible prendre un punt {\displaystyle z} de la intersecció i trobar un radi {\displaystyle t} prou petit perquè la bola oberta {\displaystyle B_{t}(z)} també està continguda en la intersecció de les altres dues.

#### Demostracions de les propietats
1. Qualsevol bola oberta conté el seu centre {\displaystyle p}.
2. Sigui {\displaystyle \delta =d(x,y)} i prenem {\displaystyle s=r-\delta }. Si {\displaystyle z\in B_{s}(q)}, es dedueix de la desigualtat triangular que {\displaystyle d(p,z)\leq d(p,q)+d(q,z)<\delta +s=r}. Així doncs, la distància entre qualsevol {\displaystyle z\in B_{s}(q)} i el punt {\displaystyle p} és menor que {\displaystyle r} i, per tant, {\displaystyle z\in B_{r}(p)}.
3. Per la propietat (2), existeixen {\displaystyle t',t''\ \mid \ {\Bigl (}B_{t'}(z)\subseteq B_{r}(p){\Bigr )}\land {\Bigl (}B_{t''}(z)\subseteq B_{s}(q){\Bigr )}}. És suficient prendre {\displaystyle t=\min(t',t'')}.

### Entorns
Sigui {\displaystyle (X,d)} un espai mètric i {\displaystyle p\in X} un punt de {\displaystyle X}. Un subconjunt {\displaystyle E\subseteq X} és un entorn de {\displaystyle p} si existeix un {\displaystyle \epsilon \in \mathbb {R} ^{+}} tal que {\displaystyle B_{\epsilon }(p)\subseteq E}. Menys formalment, un subconjunt {\displaystyle E\subseteq X} és entorn d'un punt {\displaystyle p} si és possible trobar un radi prou petit perquè existeixi una bola centrada en {\displaystyle p} i continguda en {\displaystyle E}.

### Oberts (i tancats)
Sigui {\displaystyle (X,d)} un espai mètric i {\displaystyle U\subseteq X} un subconjunt {\displaystyle X}. Diem que {\displaystyle U} és un obert de {\displaystyle X} si, per a tot {\displaystyle x\in U} existeix {\displaystyle r\in \mathbb {R} ^{+}} tal que {\displaystyle B_{r}(x)\subseteq U}. Alternativament, {\displaystyle U} és un obert si és entorn de tots els seus punts. Un tancat és un conjunt tal que el seu complementari és obert.

#### Propietats dels oberts
1. {\displaystyle \emptyset ,X} són oberts
2. Sigui {\displaystyle \{U_{i}\}_{i\in I}} una família arbitrària d'oberts. Aleshores, {\displaystyle \bigcup _{i\in I}U_{i}} és un obert.
3. Sigui {\displaystyle \{U_{i}\}_{i\in I}} una famïlia finita d'oberts. Aleshores, {\displaystyle \bigcap _{i\in I}U_{i}} és un obert.

#### Demostració de les propietats
1. Donat que {\displaystyle \emptyset } no té elements, és obert (tots els seus elements compleixen la definició, ja que no en té). Qualsevol bola oberta, per definició, està continguda en {\displaystyle X}, i per tant, {\displaystyle X} és un obert.
2. {\displaystyle x\in {\displaystyle \bigcup _{i\in I}U_{i}}} si i només si {\displaystyle \exists \alpha \in I} tal que {\displaystyle x\in U_{\alpha }}. Aleshores, com que {\displaystyle U_{\alpha }} és un obert, {\displaystyle \exists r\in \mathbb {R} ^{+}} tal que {\displaystyle B_{r}(x)\subseteq U_{\alpha }}. {\displaystyle \bigcup _{i\in I}U_{i}}és un obert ja que {\displaystyle B_{r}(x)\subseteq U_{\alpha }\subseteq \bigcup _{i\in I}U_{i}}.
3. {\displaystyle x\in {\displaystyle \bigcup _{i\in I}U_{i}}}si i només si {\displaystyle x\in U_{i}}, {\displaystyle \forall i\in I}. Com que els {\displaystyle U_{i}} són obert, per a cadascun d'ells, {\displaystyle \exists r_{i}\in \mathbb {R} ^{+}} tal que {\displaystyle B_{r}(x)\subseteq U_{i}}. Prenent {\displaystyle r=min\{r_{i}\}_{i\in I}}, es té que {\displaystyle B_{r}(x)\subseteq B_{r_{i}}(x)\subseteq U_{i}}, {\displaystyle \forall i\in I}. Per tant, {\displaystyle B_{r}(x)\subseteq \bigcap _{i\in I}U_{i}}.

Cal notar que en la demostració de la propietat 3, la finitud de la famíia d'oberts es demana per a assegurar l'existència del mínim dels radis. Un contraexemple fàcil per veure que amb una família infinita pot no complir-se la propietat 3 és prendre com a conjunt els nombres reals dotats amb la distància euclidiana, i com a família infinita d'oberts {\displaystyle \{(-{\frac {1}{n}},{\frac {1}{n}})\}_{n\in \mathbb {N} }}. Aleshores, la intersecció {\displaystyle \bigcap _{n\in \mathbb {N} }(-{\frac {1}{n}},{\frac {1}{n}})=\{0\}} no és un obert.

#### Propietats dels tancats
Són fàcils de demostrar, ja que només cal fer el pas al complementari.
1. {\displaystyle \emptyset ,X} són tancats.
2. Sigui {\displaystyle \{F_{i}\}_{i\in I}} una família finita de tancats. Aleshores, {\displaystyle \bigcup _{i\in I}F_{i}} és un tancat.
3. Sigui {\displaystyle \{F_{i}\}_{i\in I}} una família arbitrària de tancats. Aleshores, {\displaystyle \bigcap _{i\in I}U_{i}} és un tancat.

#### Oberts (o tancats) en espais topològics
Quan es generalitza el concepte d'espai mètric a espai topològic, serà un conjunt de subconjunts de {\displaystyle X} anomenat topologia, al qual se li demana complir les tres propietats anteriors, el que dotarà d'estructura el conjunt {\displaystyle X}. Als elements de la topologia se'ls anomenarà, igualment, oberts (o tancats), ja que per als espais topològics metritzables coincidiran amb els oberts (o tancats) de l'espai mètric respectiu.

### Aplicacions contínues
Sigui {\displaystyle f:(X,d_{X})\longrightarrow (Y,d_{Y})}una aplicació entre espais mètrics. Diem que {\displaystyle f} és contínua en {\displaystyle p\in X} si, 
{\displaystyle \forall \epsilon \in \mathbb {R} ^{+}\ \exists \delta \in \mathbb {R} ^{+}\mid f{\big (}B_{\delta }(p){\big )}\subseteq B_{\epsilon }{\big (}f(p){\big )}}.
És a dir, si per tota bola oberta en {\displaystyle Y} centrada en {\displaystyle f(p)}, existeix una bola oberta en {\displaystyle X} centrada en {\displaystyle p} i la segona està continguda en la primera.
Direm que una aplicació és contínua si ho és en tots els punts de {\displaystyle X}.

#### Algunes proposicions i teoremes amb aplicacions contínues
Proposició 1. Sigui {\displaystyle f:(X,d_{X})\longrightarrow (Y,d_{Y})} una aplicació entre espais mètrics. Aleshores, {\displaystyle f} és contínua en {\displaystyle p\in X} si i només si l'antiimatge d'un entorn qualsevol {\displaystyle E} de {\displaystyle f(p)} és un entorn de {\displaystyle p}.
Demostració: 
{\displaystyle \Rightarrow }) Suposem que {\displaystyle f} és contínua en {\displaystyle p}. Com que {\displaystyle E} és un entorn de {\displaystyle f(p)}, existeix un {\displaystyle \epsilon \in \mathbb {R} ^{+}} tal que {\displaystyle B_{\epsilon }(p)\subseteq E}. Degut a la continuïtat de {\displaystyle f} en {\displaystyle p}, hi ha un {\displaystyle \delta } tal que: 
{\displaystyle B_{\delta }(p)\subseteq f^{-1}{\biggl (}B_{\epsilon }{\big (}f(p){\big )}{\bigg )}\subseteq f^{-1}(E)}.
Per tant, {\displaystyle f^{-1}(E)} és un entorn de {\displaystyle p}.
{\displaystyle \Leftarrow }) Suposem ara que {\displaystyle f^{-1}(E)}, essent {\displaystyle E} un entorn qualsevol de {\displaystyle f(p)}, és un entorn de {\displaystyle p}. Com que {\displaystyle E'=B_{\epsilon }{\big (}p{\big )}} és un entorn de {\displaystyle f(p)}, {\displaystyle f^{-1}(E')} és un entorn de {\displaystyle p}. És a dir, hi ha un {\displaystyle \delta \in \mathbb {R} ^{+}} tal que {\displaystyle f{\big (}B_{\delta }(p){\big )}\subseteq B_{\epsilon }{\big (}f(p){\big )}} i, per tant, {\displaystyle f} és contínua en {\displaystyle p}. {\displaystyle \square }
Teorema 1. Sigui {\displaystyle f:(X,d_{X})\longrightarrow (Y,d_{Y})} una aplicació entre espais mètrics. Aleshores, {\displaystyle f} és contínua en {\displaystyle p\in X} si i només si l'antiimatge d'un obert qualsevol {\displaystyle U} de {\displaystyle Y} és un obert de {\displaystyle X}.
La demostració és senzilla mitjançant la proposició 1, ja que un obert és entorn de tots els seus punts.
És important notar, donat aquest teorema, que la continuïtat de les aplicacions entre espais mètrics no depèn directament de la mètrica, sinó dels oberts que produeixen. Així, dues distàncies que produeixin els mateixos oberts, produiran també les mateixes aplicacions contínues. Això mostra que la continuïtat és un concepte topològic i no mètric.

## Història
L'any 1906, Maurice Fréchet va introduir els espais mètrics en la seva obra Sur quelques points du calcul fonctionnel (Sobre alguns punts del càlcul de funcions) en el context de l'anàlisi funcional: el seu principal interès era el d'estudiar funcions reals d'un espai mètric, generalitzant la teoria de funcions de diverses o fins i tot infinites variables, matèria en què van ser pioners matemàtics com Cesare Arzelà. La idea va ser posteriorment desenvolupada i contextualitzada per Felix Hausdorff en el seu magnum opus Grundzüge der Mengenlehre (Principis de la teoria de conjunts), que també va introduir la idea dels espais topològics de Hausdorff.
Els espais mètrics generals s'han convertit en una part fonamental en el currículum matemàtic. Són exemples notables d'espais mètrics en la recerca matemàtica les varietats riemannianes i els espais vectorials normats, que són el domini de la geometria diferencial i de l'anàlisi funcional, respectivament. La geometria fractal és font d'alguns espais mètrics "exòtics". D'altres han aparegut com a límits en l'estudi d'objectes discrets o suaus, inclosos límits invariants d'escala en física estadística, espais d'Alexandrov que apareixen com a límits de Grómov–Hausdorff de seqüències en varietat riemannianes, i fronteres de Grómov i cons asimptòtics en la teoria geomètrica de grups. Finalment, moltes de les noves aplicacions d'espais mètrics discrets i finits provenen de les ciències de la computació.